# 캐리비안의 해적: 망자의 함
《캐리비안의 해적: 망자의 함》(영어: Pirates Of The Caribbean: Dead Man's Chest)은 2006년 미국의 모험, 판타지 영화로, 캐리비안의 해적 시리즈의 두 번째 영화다.
영화의 최초 개봉은 2006년 6월 24일 디즈니 랜드 파크에서 했고, 미국내 정식 개봉은 2006년 7월 7일로, 대한민국에서도 같은 날 개봉되었다. 출연진으로는 전편과 동일한 조니 뎁, 키이라 나이틀리, 올랜도 블룸 등이 있다.
이 영화는 세계적으로 총 $1,066,179,725(10억 달러 이상)를 벌어들이고, 해외 개봉하루 최대 수입의 기록을 깨기도 하였으며, 누적 영화 매출 순위에서 총 4위에 올랐고, 세계에서 많은 양의 돈을 가장 빨리 번 영화가 되는 등 흥행에 크게 성공하였다.

## 배역
- 조니 뎁 - 잭 스패로우
- 올랜도 블룸 - 윌 터너
- 키이라 나이틀리 - 엘리자베스 스완
- 빌 나이 - 데비 존스
- 케빈 맥널리 - 조샤미 깁스 갑판장
- 나오미 해리스 - 티아 달마
- 조너선 프라이스 - 웨더비 스완 총독
- 매켄지 크룩 - 라게티
- 톰 홀랜더 - 커틀렛 베켓
- 리 아렌버그 - 핀텔

## 수상 정보
- 제79회 미국 아카데미 시상식 시각효과상
- 제60회 영국 아카데미 시상식 특수시각효과상
- 할리우드 필름 페스티벌 특수시각효과상
- 제32회 새턴 어워즈 최우수 특수효과상
- MTV 무비 어워드 최고의 영화상 수상
- MTV 무비 어워드 최고의 남자 연기상(조니 뎁)
- 니켈로디언 키즈 초이스 어워드 좋아하는 영화상
- 피플 초이스 어워드
  - 좋아하는 영화상
  - 좋아하는 영화/드라마상
  - 좋아하는 영화 매치업상 (키이라 나이틀리, 조니뎁)
- 새틀라이트 어워드 최우수 특수효과상 (존 크놀 외 3명)
- 틴 초이스 어워드
  - 초이스 무비 키스상 (키이라 나이틀리, 조니 뎁)
  - 초이스 무비 액션/어드벤처부분 배우상 (조니 뎁)
  - 초이스 섬머 무비상
  - 초이스 무비 비명상 (키이라 나이틀리)
  - 초이스 무비 액션/어드벤처상
  - 초이스 무비 럼블상 (올랜도 블룸, 잭 데이븐포트)
  - 초이스 무비 심술상 (키이라 나이틀리)
  - 초이스 무비 슬래즈백상 (빌 나이)
- 미국 시각효과협회 어워드
  - 올해의 최우수 싱글 시각효과상
  - 라이브 액션 영화부분 뛰어난 애니메이션 캐릭터상
  - 영화부분 뛰어난 합성상
  - 라이브 액션 영화부분 뛰어난 제작환경상
  - 영화부분 뛰어난 모델 & 미니어처상
  - 시각 효과 영화부분 시각 효과 기반 영화상
- 월드 스턴트 어워드 최고의 싸움상
- 제30회 일본 아카데미상 우수 외국작품상

## 한국어 더빙 성우진

### MBC (2008년 2월 5일)
- 안지환 - 잭 스패로우(조니 뎁)
- 김영선 - 윌 터너(올랜도 블룸)
- 박선영 - 엘리자베스 스완(키이라 나이틀리)
- 김태훈 - 바르보사(제프리 러쉬) / 머서(데이비드 쇼필드)
- 김기현 - 데비 존스(빌 나이)
- 이윤연 - 빌 터너(스텔란 스카르스고르드)
- 최한 - 제임스 노링턴(잭 데이븐포트)
- 황윤걸 - 조사미 깁스 갑판장(케빈 맥낼리)
- 엄현정 - 티아 달마(나오미 해리스)
- 황일청 - 웨더비 스완 총독(조나단 프라이스)
- 김호성 - 라게티(맥켄지 크룩)
- 장성호 - 커틀렛 베켓(톰 홀랜더)
- 한상혁 - 핀델(리 애런버그)
- 최석필 - 벨라미 선장(알렉스 노튼) / 낚시꾼(짐 코디 윌리엄스)
- 김용준 - 침몰된 배의 선원(사이먼 미콕)
- 이상훈 - 마티(마틴 클레바)
- 방성준 - 잭의 부하(샌 쉘라)
- 김두희 - 침몰된 배의 선원(루크 드 울프슨)

### KBS (2013년 8월 23일)
- 김승준 - 잭 스패로우(조니 뎁)
- 소연 - 엘리자베스 스완(키이라 나이틀리)
- 이봉준 - 데비 존스(빌 나이) / 머서(데이비드 쇼필드)
- 장광 - 바르보사(제프리 러쉬)
- 김태영 - 윌 터너(올랜도 블룸)
- 유해무 - 조사미 깁스(케빈 맥널리)
- 장승길 - 웨더비 스완(조너선 프라이스) / 빌 터너(스텔란 스카르스고르드) / 벨라미 선장의 부하(스티브 스피어스)
- 이원준 - 제임스 노링턴(잭 대븐포트)
- 사성웅 - 벨라미 선장(알렉스 노튼) / 데비 존스의 부하(더멋 히니)
- 윤세웅 - 벨라미 선장의 부하(맥스 바커) / 잭의 부하(샌 쉘라) / 낚시꾼(로비 지)
- 오인실 - 티아 달마(나오미 해리스)
- 박영재 - 커틀러 베켓(톰 홀랜더)
- 장민혁 - 라게티(매켄지 크룩) / 낚시꾼(모레이 트레드웰)
- 한복현 - 핀텔(리 아렌버그) / 군인(베리 맥이보이)